# Полюс Холода (научно-исследовательский проект)
Экспедиция «Полюс Холода» — это научно-исследовательский проект, состоящий из трёх этапов, целью которых является изучение водных экосистем Арктики и Антарктики, а также отработка методов подводных погружений в условиях повышенной сложности и исследование возможностей человеческого организма в условиях холода. Своё название экспедиция получила в связи с географической близостью проводимых исследований к известным Полюсам холода.
В период с 2013 по 2014 годы Подводным научно-исследовательским отрядом проведены три этапа экспедиции:

## I этап. ПОЛЮС ХОЛОДА-2013
Экспедиция на озеро Лабынкыр (25 января – 6 февраля 2013 года)
Состав группы: Дмитрий Шиллер (руководитель), Андрей Агарков, Андрей Андронов, Александр Губин, Георгий Мединин, Виктор Озаренко, Антон Райхштат, Андрей Филиппов, Александр Хацкевич, Алексей   Чеботарев
Главной задачей первого этапа экспедиции «Полюс холода» было исследование малоизученного озера Лабынкир, Республика Саха (Якутия). 1 февраля 2013 года в озеро Лабынкыр было совершено погружение, признанное рекордным.
◾Географические координаты места погружения: 62° 30' 453 с. ш., 143° 37' 505 в. д.
◾Температура воздуха: −48°С
◾Температура воды: +2°С
◾Время погружения: 23 минуты
◾Максимальная достигнутая глубина: 20 метров
В погружении участвовали: Александр Губин, Виктор Озаренко, Дмитрий Шиллер
Это погружение зарегистрировано как рекорд России и рекорд Европы в категории «первое зимнее погружение с аквалангом с заходом с открытого пространства в природный водоем в районе Полюса холода» и занесено в Книгу рекордов России и Книгу рекордов Европы.

## II этап. НАДЕЖНЫЕ МАШИНЫ. ЖЕЛЕЗНЫЕ ЛЮДИ
Экспедиция на озеро Лабынкыр и озеро Ворота на КАМАЗАХ (26 февраля – 14 марта 2014 года)
Состав группы:
Подводный научно-исследовательский отряд: Дмитрий Шиллер (руководитель), Владимир Алимпиев, Андровнов Андронов, Герман Архипов, Максим Астахов, Александр Губин, Георгий Мединин, Антон Райхштат, Валерий Салеев, Андрей Филиппов
Команда «КАМАЗ»: Али Кариев (руководитель), Анжелика Акуева, Павел Баранов, Петр Бочковский, Ньургун Егоров, Владимир Лыткин, Михаил Матвеев, Станислав Оболонков, Алексей Романов 
Научные сотрудники: Любовь Копырина (руководитель), Вячеслав Афанасьев
Всемирная конфедерация подводной деятельности (CMAS): Божана Остойич 
Телеканал «Дискавери»: Джон O'Махоуни
Задачами экспедиции, помимо выполнения научно-исследовательских работ, было проведение медико-биологических исследований способности человеческого организма адаптироваться к различным экстремальным условиям, в частности условиям крайне низких температур. А также, проведение серии глубоководных погружений в озерах Лабынкыр и Ворота.
Установлены два мировых рекорда в том числе, в категории «Самое глубокое погружение в водоем в районе Полюса холода Северного полушария» (озеро Ворота, максимальная глубина погружения 59,6 м). Рекорд зафиксирован независимым наблюдателем Всемирной конфедерации подводной деятельности (Confédération Mondiale des Activités Subaquatiques, CMAS).

## III этап. АНТАРКТИДА-100
Антарктида (28 ноября - 24 декабря 2014 года)
Состав группы: Дмитрий Шиллер (руководитель), Андрей Агарков, Владимир Алимпиев, Максим Астахов, Рустем Гильмутдинов, Андрей Малинкович, Антон Райхштат, Валерий Салеев, Сергей Салеев, Андрей Филиппов, Ильгиз Хусаинов.
Установлен новый мировой рекорд в погружении на глубину 97 метров при температуре воды минус три градуса на дно действующего антарктического вулкана.